# Diari de Sabadell (1910-1936)
El Diari de Sabadell fue un periódico español editado en la ciudad de Sabadell entre 1910 y 1936.

## Historia
El diario, fundado en 1910, estaba vinculado al Centre Català de Sabadell y quedó bajo la dirección de Miguel Durán Tortajada. Se editaba en lengua catalana. La publicación mantuvo una la línea editorial catalanista y cercana a la Lliga Regionalista.
En 1919 cambió su cabecera a Diari de Sabadell i sa comarca, tras haber tenido problemas con las autoridades. En enero de 1934 el diario La Ciutat se fundió con el Diari de Sabadell. Su último número es del 19 de julio de 1936. Tras el estallido de la Guerra civil sus instalaciones fueron incautadas y en su lugar pasó a editarse el Full Of. del Comitè del Front Popular.